# Retreat from the Sun
Retreat from the Sun var bandet That Dogs tredje och sista album. Albumet gavs ut 8 april 1997. Skivbolaget var DGC.

## Låtlista
1. "I'm Gonna See You" - 4:15
2. "Never Say Never" - 3:16
3. "Being With You" - 3:47
4. "Gagged and Tied" - 3:18
5. "Retreat from the Sun" - 3:39
6. "Minneapolis" - 3:50
7. "Annie" - 3:40
8. "Every Time I Try" - 4:28
9. "Long Island" - 2:36
10. "Hawthorne" - 2:36
11. "Did You Ever" - 3:07
12. "Cowboy Hat" - 3:51
13. "Until the Day I Die" - 4:17